# Monotoca billawinica
Monotoca billawinica är en ljungväxtart som beskrevs av D. Albrecht. Monotoca billawinica ingår i släktet Monotoca och familjen ljungväxter. Inga underarter finns listade i Catalogue of Life.